# Andreas Hopmark
Andreas Hopmark (Kristiansund, 1991. július 6. –) norvég labdarúgó, a Kristiansund középpályása.

## Pályafutása
Hopmark a norvégiai Kristiansund városában született.
2012-ben mutatkozott be a Kristiansund harmadosztályban szereplő felnőtt csapatában. A 2012-es szezonban összesen 25 mérkőzésen lépett pályára és három gólt szerzett, ezzel is hozzájárulva a klub másodosztályba való feljutásához. A 2017-es szezonban az Eliteserienbe is bejutottak. Először a 2017. április 1-jei, Molde elleni mérkőzésen lépett pályára. Első gólját 2018. november 11-én, a Brann ellen 3–1-re megnyert találkozón szerezte. A 2020-as és 2021-es szezonban a kezdőcsapat kulcsjátékosa volt, a 60 ligamérkőzésből 58-szor szerepelt kezdőként.

## Statisztikák
2022. augusztus 31. szerint
| Klub         | Szezon   | Osztály      | Bajnokság | Bajnokság | Kupa  | Kupa | Nemzetközi | Nemzetközi | Összesen | Összesen |
| Klub         | Szezon   | Osztály      | Meccs     | Gól       | Meccs | Gól  | Meccs      | Gól        | Meccs    | Gól      |
| ------------ | -------- | ------------ | --------- | --------- | ----- | ---- | ---------- | ---------- | -------- | -------- |
| Kristiansund | 2012     | 2. divisjon  | 25        | 3         | 0     | 0    | —          | —          | 25       | 3        |
| Kristiansund | 2013     | Adeccoligaen | 7         | 0         | 0     | 0    | —          | —          | 7        | 0        |
| Kristiansund | 2014     | 1. divisjon  | 14        | 1         | 0     | 0    | —          | —          | 14       | 1        |
| Kristiansund | 2015     | OBOS-ligaen  | 23        | 0         | 0     | 0    | —          | —          | 23       | 0        |
| Kristiansund | 2016     | OBOS-ligaen  | 27        | 0         | 0     | 0    | —          | —          | 27       | 0        |
| Kristiansund | 2017     | Eliteserien  | 27        | 0         | 3     | 1    | —          | —          | 30       | 1        |
| Kristiansund | 2018     | Eliteserien  | 20        | 1         | 1     | 0    | —          | —          | 21       | 1        |
| Kristiansund | 2019     | Eliteserien  | 17        | 0         | 0     | 0    | —          | —          | 17       | 0        |
| Kristiansund | 2020     | Eliteserien  | 30        | 1         | 0     | 0    | —          | —          | 30       | 1        |
| Kristiansund | 2021     | Eliteserien  | 28        | 1         | 1     | 0    | —          | —          | 29       | 1        |
| Kristiansund | 2022     | Eliteserien  | 18        | 2         | 0     | 0    | —          | —          | 18       | 2        |
| Összesen     | Összesen | Összesen     | 236       | 9         | 5     | 1    | 0          | 0          | 241      | 10       |

## Sikerei, díjai
Kristiansund
- OBOS-ligaen
  - Feljutó (1): 2016

## Fordítás
Ez a szócikk részben vagy egészben  az   Andreas Hopmark című angol Wikipédia-szócikk fordításán alapul.  Az eredeti cikk szerkesztőit annak laptörténete sorolja fel. Ez a jelzés csupán a megfogalmazás eredetét és a szerzői jogokat jelzi, nem szolgál a cikkben szereplő információk forrásmegjelöléseként.